# David Foreman
William David Foreman (18 de octubre de 1946 - 19 de septiembre de 2022) fue un defensor estadounidense de la conservación de las tierras salvajes y la vida silvestre. Fue cofundador de las organizaciones: Earth First!, Wildlands Project y Rewilding Institute. Un miembro destacado del movimiento ecologista radical que comenzó en la década de 1980, su defensa y acciones cambiaron a principios de la década de 1990 en colaboraciones con profesionales en el campo de la biología de la conservación.

## Primeros años
William David Foreman nació el 18 de octubre de 1946 en Albuquerque, Nuevo México. Su padre era sargento de la Fuerza Aérea de los Estados Unidos y más tarde controlador de tráfico aéreo. Foreman asistió al San Antonio Junior College antes de transferirse a la Universidad de Nuevo México, de la cual se graduó en 1967 con una licenciatura en historia.
En sus primeros años de vida participó activamente en la política conservadora, haciendo campaña por Barry Goldwater y formando el capítulo juvenil conservador Young Americans for Freedom en su campus universitario. En 1968, Foreman se unió a la Escuela de Candidatos a Oficiales Marinos del Cuerpo de Marines de los EE. UU. en Quantico, Virginia, y recibió una baja indeseable después de 61 días. Luego trabajó como maestro en una reserva indígena Zuni en Nuevo México, donde también trabajó como herrador.

## Activismo y trabajo ecologista

### The Wilderness Society
Entre 1973 y 1980, trabajó para The Wilderness Society como representante regional del suroeste en Nuevo México y director de asuntos de vida silvestre en Washington D. C..

### Earth First!
En abril de 1980, Foreman y sus amigos Howie Wolke, Ron Kezar, Bart Koehler y Mike Roselle hicieron un viaje de senderismo de una semana en el desierto de Pinacate. Fue durante este viaje que se cree que Foreman acuñó la frase "Earth First!" (¡La Tierra Primero!). El movimiento que posteriormente llevó ese nombre se inspiró, en parte, en los escritos de Edward Abbey, autor de la novela The Monkeywrench Gang. El grupo usó tácticas de acción directa, y en contraste con los enfoques más cautelosos de sabotaje de las organizaciones ambientalistas establecidas. De este modo, el sabotaje industrial, una táctica tradicionalmente asociada a las luchas laborales, se convirtió en la táctica principal de Earth First! a lo largo de la década de 1980. David Foreman asumió un papel central en la difusión de las ideas y los ideales de Earth First!. Él fue el editor del periódico Earth First!: The Journal of Ecological Resistance, el cual surgió a partir del boletín inicialmente conocido como Earth First!. En su número inaugural, Foreman expresó claramente los objetivos de la organización, destacando que no se comprometerían en cuestiones políticas, dejando que otros grupos se ocuparan de tales asuntos. En cambio, Earth First! se dedicaría a exponer una posición radical y de línea dura, fundamentada en la convicción primordial de preservar y proteger la Tierra. Sin embargo, algunos representantes de la corriente principal de la ecología y otros individuos acusaron a Foreman de fomentar el ecoterrorismo.
En 1990, Foreman fue una de las cinco personas arrestadas por la Oficina Federal de Investigaciones tras la operación THERMCON, en la que agentes del FBI se infiltraron en el grupo Earth First! de Arizona, alentándolos a sabotear una línea eléctrica que alimenta una estación de bombeo de agua. Si bien Foreman no tuvo un papel directo en el intento de sabotaje, se vio implicado en el caso, declarándose culpable de un delito menor por entregar dos copias del libro Ecodefense a un informante del FBI. Como consecuencia de esto, recibió una sentencia condicional por parte de las autoridades judiciales.
A fines de la década de 1980, ¡Earth First! se había dividido en dos facciones ideológicas; Foreman y otros se adhirieron a una visión biocentrista caracterizada por una «biodiversidad apocalíptica», pero fueron desafiados cada vez más por una "«acción de justicia social milenarista» influenciada por los miembros del movimiento con sede en el norte de California, incluidos Roselle (que tenía su sede en Berkeley ) y Judi Bari (del condado de Mendocino). Después de menos de una década, Foreman dejó Earth First!, desilusionado por el carácter cambiante de la organización. Foreman se describió a sí mismo como «un campesino sureño por el medio ambiente» y se opuso al enfoque de izquierda y orientado a la justicia social de los activistas ambientales más jóvenes que se habían unido al grupo.  Foreman y su esposa, Nancy Morton, se separaron públicamente de Earth First! en 1990, escribiendo en una carta en ese momento que el grupo había adoptado un «estilo abiertamente contracultural / antisistema»  influenciado por el ala californiana del grupo. Roselle, a su vez, denunció a Foreman como «un matón de derecha impenitente».

### Después de dejar Earth First!
Después de dejar Earth First!, Foreman cofundó Wildlands Network en 1991. El grupo tenía como objetivo establecer una red de áreas silvestres protegidas en América del Norte. En 2003, Foreman creó más tarde un grupo de expertos, el Instituto Rewilding. El instituto con sede en Nuevo México promovió propuestas de políticas para la conservación de la tierra a largo plazo.
De 1996 a 1998, sirvió en la junta directiva del Sierra Club, pero se fue después de que la organización rechazara su propuesta de política sobre inmigración restrictiva.

### Controversia
En una entrevista de 1986, Foreman dijo que Estados Unidos no debería brindar ayuda para la hambruna y la crisis del hambre en Etiopía, sino más bien «dejar que la naturaleza busque su propio equilibrio». Más tarde aclaró su posición, afirmando: «Tengo serias dudas y preguntas persistentes sobre las respuestas 'humanitarias' convencionales de ayuda exterior al creciente problema de la hambruna en el Tercer Mundo. Eso es a lo que intentaba llegar en mis comentarios sobre la hambruna en Etiopía. Sin embargo, en mi comentario frecuentemente citado sobre la hambruna en Etiopía, no logré dejar claro este punto. De hecho, insinué a través de mi comentario descuidado e improvisado que la hambruna era una cuestión puramente biológica de demasiadas personas y muy pocos recursos, completamente ajena a la organización social, la explotación económica o las relaciones internacionales. También insinué que la mejor respuesta social posible era que nosotros no hiciéramos nada, no ofreciésemos asistencia de ningún tipo y simplemente dejáramos morir de hambre a los hambrientos. Lamento mucho la forma en que expresé estos comentarios. De pie por sí mismos, fuera de contexto, suenan verdaderamente fríos».
Foreman fue criticado por sus declaraciones contra la inmigración, como cuando dijo que «dejar que EE. UU. sea una válvula de escape para los problemas de América Latina no resuelve nada. Simplemente está ejerciendo más presión sobre los recursos que tenemos en los Estados Unidos». Más tarde trató de aclarar sus declaraciones diciendo: «Si bien sigo creyendo que la inmigración masiva e ilimitada a cualquier país es un problema grave, no apoyo reforzar la Patrulla Fronteriza y las demás agencias que intentan mantener a los latinoamericanos fuera de esto". país. No creo que esta sea una respuesta realista o ética al problema subyacente». Continuó diciendo: «Si bien estoy de acuerdo en que la cuestión de la población puede abordarse de manera estrecha, racista y fascista, rechazo enérgicamente la idea de que todas y cada una de las preocupaciones ecológicas sobre la superpoblación humana son racistas y fascistas. ¿Es racista y fascista, por ejemplo, proponer que los métodos y dispositivos anticonceptivos, incluida la píldora abortiva francesa y la esterilización, estén disponibles gratuitamente para cualquier mujer u hombre en el mundo que los desee?».
Algunas de las metas de la Red de Tierras Silvestres se han caracterizado como «ideales científicos elevados», ya que podrían pasar 100 años antes de obtener algunos resultados. Sus fundadores, incluido Foreman, respondieron que «no querían competir con los grupos conservacionistas existentes. Querían crear un marco en el que esos grupos pudieran trabajar y un centro de intercambio de información y ciencia».

## Vida personal y muerte.
Foreman vivió anteriormente en Tucson, Arizona. Se casó con Debbie Sease en 1976; posteriormente se divorciaron. Se casó con Nancy Morton en 1986 y ella murió en el 2021. 
Foreman murió en Albuquerque el 19 de septiembre de 2022 de una enfermedad pulmonar intersticial a la edad de 75 años. Permaneció activo en causas ambientalistas hasta su muerte.